# Paltrockwindmühle

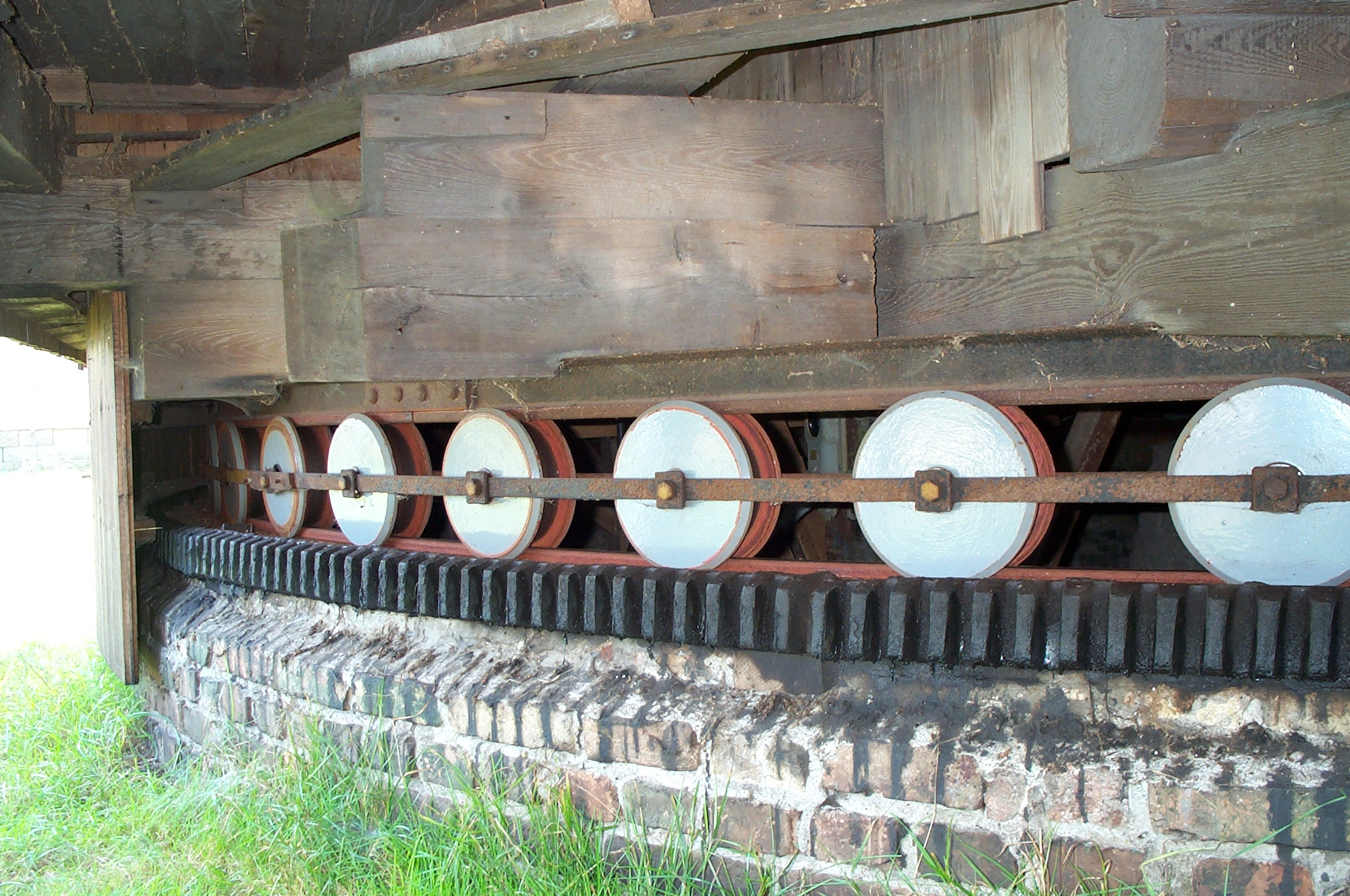
Paltrockmühle Petkus – Rollenkranz

Eine Paltrockwindmühle ist eine abgewandelte Bockwindmühle, bei der das Mühlengebäude auf einen Rollenkranz gesetzt wurde. Durch diese Veränderung konnte die Mühle vergrößert werden und mehr Mahlgänge oder Maschinen aufnehmen. Der Name soll von der Ähnlichkeit der seitlich lang heruntergezogenen Mühle mit dem Faltenrock eines Geistlichen herkommen. Die andere, wahrscheinlichere Namensherkunft: Der Name leitet sich von der Ähnlichkeit des Mühlengebäudes mit dem mantelartigen Gewand Pfälzer Einwanderer in den Niederlanden ab, dem „Pfalzrock“ (niederdt. Palzrock, ndl. Palzrok). Das Wort wurde im Laufe der Jahre zu „Paltrock“ (niederdt.) / „Paltrok“ (ndl.) verschliffen. Die zuweilen zu lesende Ableitung „Paltrock = Faltrock“ ist falsch. Der Faltrock heißt im Niederländischen „plooirok“.
Das Mühlengebäude lagert auf einem Rollendrehkranz auf einem ringförmigen Fundament. Es wird ähnlich der Bockwindmühle der komplette Mühlenkörper in den Wind gedreht. Die Drehebene liegt bei diesem jüngsten Windmühlentyp jedoch auf Bodenebene. Bei den ältesten Mühlenkonstruktionen, den Bockwindmühlen, war dies noch die Bockebene, bei den danach entwickelten Holländerwindmühlen lag die Drehebene unterhalb der Haube. Durch die tiefe Drehebene wurde ein großer Raum in der Mühle gewonnen, der durch die Vielpunktlagerung auf dem Rollenkranz auch stabil war – im Gegensatz zur Bockwindmühle. Dieser Raum wurde mitunter noch durch Seitentaschen vergrößert, damit weitere Müllereimaschinen eingebaut werden konnten.
Die Vordrehung erfolgte meist durch eine Windrose, es gibt aber noch seltene Beispiele einer Drehung mit Steert.
Paltrockmühlen wurden Anfang des 20. Jahrhunderts entwickelt und hauptsächlich in den nicht ganz so windreichen Gegenden des östlichen Niedersachsens, Sachsen-Anhalts, Brandenburgs, Mecklenburgs und Pommerns gebaut.
Bei den zahlreichen (deutschen) Paltrockwindmühlen handelt es sich um zumeist um umgebaute Bockwindmühlen. Es gibt aber auch Neubauten. Die Besitzer entschieden sich meist für eine solche Bauform, weil sie kostengünstiger als eine ähnlich leistungsfähige Holländerwindmühle war.